# Hermetic Society
Die Hermetic Society (Hermetische Gesellschaft) war eine der Theosophie nahestehende, jedoch von der Theosophischen Gesellschaft unabhängige Organisation. Sie bestand in London von 1884 bis etwa 1890 sowie in Dublin mit Unterbrechungen von 1885 bis 1939. Die Londoner Gruppe kann als Vorläufer des Hermetic Order of the Golden Dawn gesehen werden, wohingegen die Dubliner Gruppe die Irische Renaissance beeinflusste.

## Die Hermetic Society in London
Anna Kingsford und Edward Maitland waren im September 1882 der London Lodge und damit der Theosophischen Gesellschaft beigetreten. Am 7. Januar 1883 wurde Kingsford zur Präsidentin und Maitland zum Vizepräsidenten der London Lodge gewählt. Kingsford suchte eine von westlicher Mysterientradition geprägte theosophische Sichtweise zu vermitteln, im Mittelpunkt standen Platonismus, Neuplatonismus, Gnostizismus und Hermetik. Als im April/Mai 1883 Alfred Percy Sinnett der London Lodge beitrat, polarisierte er in Kürze das Geschehen in der Loge durch seine auf die Meister der Weisheit zentrierten Anschauungen. Herbst 1883 spaltete sich die London Lodge in zwei konkurrierende Lager, einerseits die Anhänger Sinnetts, ganz dem neuen theosophischen Kult um die tibetanischen "Meister" zugetan. Andererseits sympathisierte ein kleinerer Teil weiterhin mit Kingsfords in der europäischen Geschichte wurzelnden Überzeugungen. Nach längeren Streitigkeiten wurde Kingsford am 6. April 1884 als Präsidentin abgewählt, desgleichen Maitland als Vizepräsident.
Kingsford und Maitland blieben weiterhin Mitglieder der Theosophischen Gesellschaft, hielten jedoch ab 9. April 1884 mehrere Versammlungen mit dem Ziel ab, neben der London Lodge eine weitere Loge der Theosophischen Gesellschaft zu gründen. Nachdem dies wegen möglicher Doppelmitgliedschaften von Theosophen in beiden Logen auf Schwierigkeiten gestoßen war, gründeten Kingsford und Maitland am 9. Mai 1884 gemeinsam die Hermetic Society in London mit Kingsford als Präsidentin. Diese stand zwar der Theosophie nahe, war aber von der Theosophischen Gesellschaft unabhängig. Hier wollte Kingsford die westlichen Mysterien als Schwerpunkt bearbeiten. Als Zeichen seiner Sympathie mit der neu gegründeten Organisation, war Henry Steel Olcott, Präsident der Theosophischen Gesellschaft, an diesem 9. Mai bei der Gründungsveranstaltung anwesend.
Mit viel Enthusiasmus begonnen, hielt Kingsford selbst eine Reihe von Vorträgen in der Hermetic Society und verpflichtete unter anderem William Wynn Westcott oder Samuel Liddell MacGregor Mathers für Referate vor etwa 30 bis 50 Personen. Doch wegen zunehmender Arbeitsüberlastung in anderen Bereichen und gesundheitlicher Probleme konnte Kingsford dieses Tempo nicht halten. Bereits ab 1885 fanden Vorträge und Diskussionen unregelmäßiger statt und die Aufbruchsstimmung verlor sich zusehends. Seit Kingsford im November 1886 durch eine Lungenentzündung beeinträchtigt war, verschlimmerte sich die Situation noch weiter. Mit Kingsfords frühem Tod im Februar 1888 zerfiel dann auch die Hermetic Society.
Die Londoner Hermetic Society wird manchmal als Vorläufer des Hermetic Order of the Golden Dawn gesehen, da sie deren Gründer William Wynn Westcott und Samuel Liddell MacGregor Mathers beeinflusste.

## Die Hermetic Society in Dublin
Am 16. Juni 1885 hatten William Butler Yeats, George William Russell und Charles Johnston in Dublin eine Tochtergesellschaft der Londoner Hermetic Society ins Leben gerufen. Diese war die erste theosophische Organisation in Irland, wenn auch keine offizielle Loge der Theosophischen Gesellschaft, da ja auch die Londoner Hermetic Society unabhängig war. Ein Jahr später, im Juni 1886, waren Yeats und Russell Mitbegründer einer offiziellen theosophischen Loge in Dublin. Im Folgenden ist die Quellenlage verworren, entweder ging die Hermetic Society in der theosophischen Dublin-Loge auf bzw. schlossen sich die Mitglieder dieser an, sodass sie als eigenständige Organisation zu bestehen aufhörte. Oder die Hermetic Society bestand noch eine Zeitlang weiter, verlor in den folgenden Jahren gegenüber der Dublin-Loge jedoch soweit an Bedeutung, dass sie schließlich erlosch. Manchmal wird auch stark vereinfachend die Dublin-Loge als Hermetic-Society bezeichnet, also damit gleichgesetzt, da es zahlreiche Überschneidungen und personelle Verschränkungen gab. Jedenfalls wiederbegründeten bzw. wiederbelebten Yeats, Russell und Johnston 1898 die Hermetic Society als eigenständige und von der Theosophischen Gesellschaft unabhängige Organisation.
1895 spaltete sich die Theosophische Gesellschaft infolge der Judge Case in zwei Richtungen, einerseits die Theosophische Gesellschaft Adyar (Adyar-TG) unter der Führung von Henry Steel Olcott und andererseits die Theosophische Gesellschaft in Amerika (TGinA) unter William Quan Judge. Die Dublin-Loge folgte der TGinA-Richtung unter Judge. Nach dem frühen Tod Judges 1896 und der anschließenden Kursänderung der TGinA unter Katherine Tingley, verließen eine Reihe von Mitgliedern die TGinA-Dublin-Loge, darunter Yeats, Russell und Johnston. Wie bereits erwähnt, wiederbegründeten diese drei im März 1898 die Hermetic Society als eine von der Theosophischen Gesellschaft unabhängige Organisation. Russell wurde Präsident und blieb in dieser Funktion bis 1933, dann übernahm Patrick Gillman Bowen die Präsidentschaft. Bowen löste die Hermetic Society mit Beginn des Zweiten Weltkrieges 1939 auf.
Die wiedererweckte Hermetic Society hatte, im Gegensatz zur Theosophischen Gesellschaft, keine Ziele, sie war eher ein freier und ungezwungener Club. Themen der Theosophie, in erster Linie Werke von Helena Blavatsky und William Quan Judge, standen ebenso auf dem Programm wie Indische Philosophie oder die westliche Mysterientradition. Einen Schwerpunkt bildete aber die irische Kultur und Literatur, in diesem Zusammenhang war die Hermetic Society auch Teil der Irischen Renaissance.

## Präsidenten der Hermetic Society
Präsidenten der Hermetic Society waren:
- London 1884–1888: Anna Kingsford
- Dublin 1885–1886: William Butler Yeats
  - 1886–1898: Zwischenzeit als Teil der Theosophischen Gesellschaft in Form der Dublin-Loge. 1886–1895 war die Dublin-Loge Teil der Theosophischen Gesellschaft, ab 1895 Teil der Theosophischen Gesellschaft in Amerika.
  - 1898–1933: George William Russell
  - 1933–1939: Patrick Gillman Bowen